# 녹청

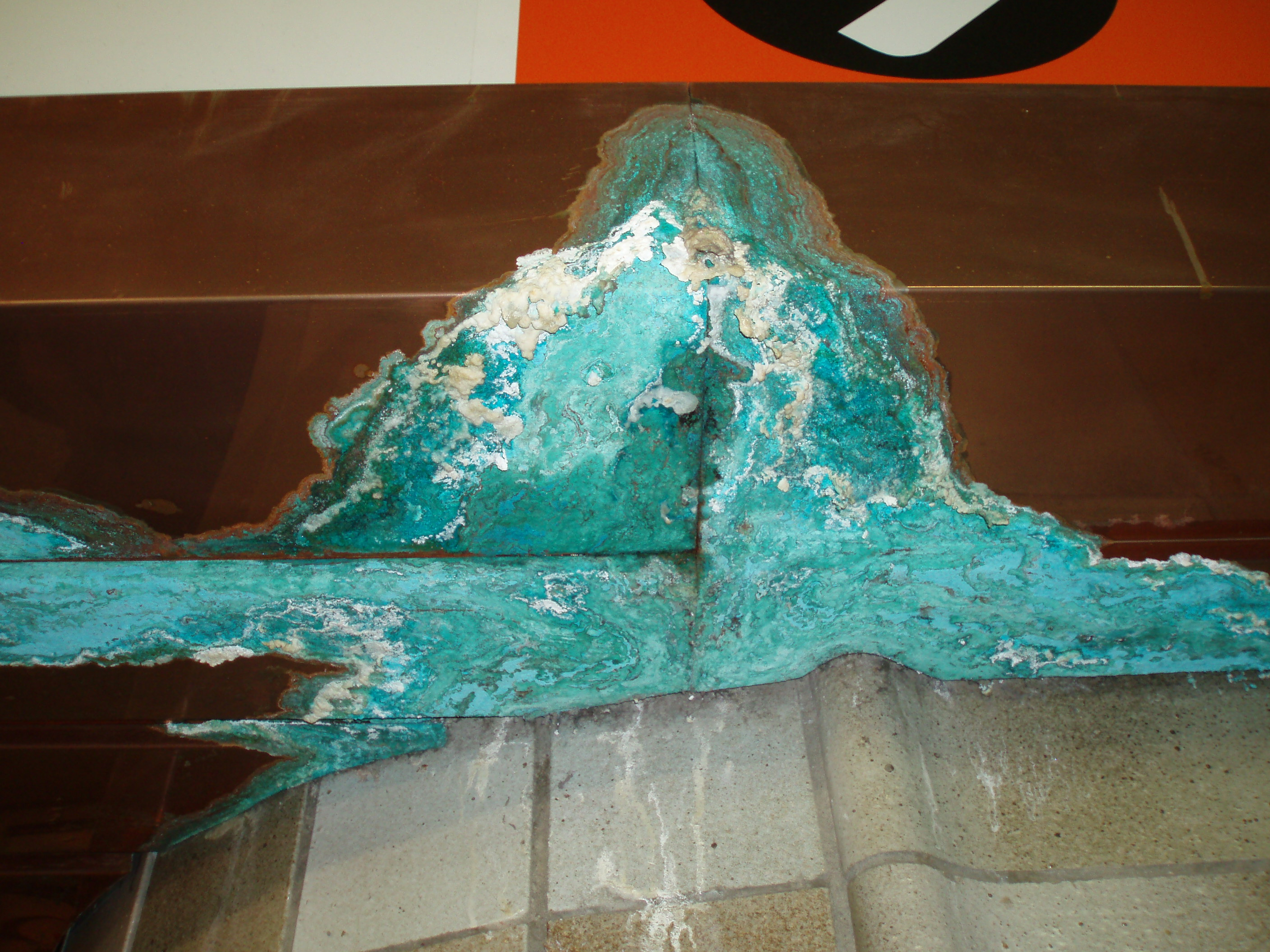

녹청(綠靑, verdigris)은 구리를 산성 용액에 녹이거나 청동, 황동 등 구리 합금에 생기는 동록에서 채취하는 녹색 색소다.

## 같이 보기
- 동록